# Frederick Trump
Frederick Trump, nato Friedrich Trumpf (Kallstadt, 14 marzo 1869 – New York, 30 maggio 1918), è stato un imprenditore tedesco naturalizzato statunitense.
Nato a Kallstadt, nel Regno di Baviera (ora in Renania-Palatinato, Germania), emigrò negli Stati Uniti all'età di 16 anni e iniziò a lavorare come barbiere. Diversi anni dopo, nel 1891, si trasferì nel nord-ovest. Più tardi tornò a Kallstadt e si sposò. Quando le autorità scoprirono che da giovane era emigrato per evitare di svolgere il servizio militare, egli perse la cittadinanza tedesca, fatto che spinse lui e la sua famiglia a tornare negli Stati Uniti.
Lavorò come barbiere e direttore in un hotel e iniziò ad acquisire immobili nel Queens. Fu il padre di Fred e John G. Trump, e nonno paterno di Donald Trump, 45° e 47º Presidente degli Stati Uniti d'America.

## Biografia
Friedrich Trumpf nacque a Kallstadt, villaggio di circa 1.000 abitanti nel Palatinato, allora parte del Regno di Baviera, da Johannes Christian Trumpf (1829-1877) e Katharina Kober (1836-1922). Il cognome originale della famiglia è variamente attestato come Drumb, Dromb, Tromb, Tromp, Trum, Trumpff negli archivi di Kallstadt, e Drumpf in una fonte spuria. Il primo antenato maschio, storicamente accertato, di Friedrich fu Johann Paul Trumpf (1727-1792) che visse nel vicino villaggio di Bobenheim am Berg e il cui discendente Johannes Trumpf (1789-1835) si trasferì a Kallstadt intorno al 1800. Il Palatinato, una regione relativamente povera, è noto per la sua viticoltura sin dall'Impero romano.
Nel 1871, la Baviera divenne una parte del nuovo Impero tedesco. Il padre Johannes soffrì di enfisema per dieci anni, fino a che non morì il 6 luglio 1877, all'età di 48 anni, lasciando la famiglia in stato di grave debito per le spese mediche. Mentre cinque dei sei figli lavoravano nei campi di famiglia a raccogliere l'uva, Friedrich era considerato troppo debole per sopportare un simile lavoro. Nel 1883, all'età di 14 anni, fu mandato nella vicina Frankenthal da sua madre per lavorare come apprendista barbiere e imparare il mestiere.
Friedrich lavorò sette giorni alla settimana per due anni e mezzo sotto il barbiere Friedrich Lang. Dopo aver completato il suo apprendistato, tornò a Kallstadt. Si rese conto che nel villaggio non c'era di che guadagnarsi da vivere, e che si stava avvicinando all'età dell'ammissibilità come militare nell'esercito imperiale tedesco. Decise quindi di emigrare negli Stati Uniti, in accordo con la madre. Trent'anni dopo, i suoi familiari affermarono che se ne era andato di nascosto la notte, lasciando una nota a sua madre.
Nel 1885, all'età di 16 anni, Friedrich partì da Brema, in Germania, per gli Stati Uniti, a bordo del piroscafo Eider, partendo il 7 ottobre e arrivando al Garden River Emigrant Landing Depot di New York il 19 ottobre. Venne registrato nelle liste di immigrati come "Friedr. Trumpf", e come "disoccupato". Nel censimento USA del 1910 il suo nome risultò come "Fred Trump". Giunto negli Stati Uniti si recò presso la sorella maggiore Katharina, che era emigrata nel 1883, e suo marito Fred Schuster, anch'egli proveniente da Kallstadt. Solo poche ore dopo il suo arrivo, incontrò un barbiere di lingua tedesca che cercava un impiegato, e iniziò a lavorare il giorno seguente. Lavorò come barbiere per sei anni. Friedrich, ora Frederick, viveva con i suoi parenti nel Lower East Side di Manhattan in un quartiere con molti immigrati tedeschi del Palatinato.
Nel 1891 Trump si trasferì a Seattle, nello Stato di Washington appena ammesso negli Stati Uniti. Con i suoi risparmi di diverse centinaia di dollari, acquistò il ristorante Poodle Dog, che ribattezzò Dairy Restaurant. Situato al 208 Washington Street, il Dairy Restaurant si trovava nel mezzo del quartiere a luci rosse di Seattle. Trump visse a Seattle fino all'inizio del 1893 e votò alle prime elezioni presidenziali di Washington nel 1892. Durante i periodi di guerra e discriminazione antitedesca negli Stati Uniti, il figlio Fred negò le sue origini tedesche, sostenendo che suo padre fosse nativo di Karlstad, in Svezia. Questa versione fu raccontata dal figlio di Fred, Donald Trump, nella sua autobiografia del 1987. Il 29 maggio 1918, mentre camminava con suo figlio Fred, ebbe un improvviso malore. Morì il giorno dopo, all’età di 49 anni. Ciò che gli fu diagnosticato come causa del decesso fu uno dei primi casi di influenza spagnola del 1918, che causò milioni di vittime in tutto il mondo.